# ナーゲル点

三角形（黒）とナーゲル点（N で示された青い点）橙色の円は傍接円。

ナーゲル点 N を通るフールマン円。垂心 H と当該円の直径を構成する。

幾何学におけるナーゲル点（ナーゲルてん、Nagel Point）は、任意の三角形に対し一意的に決定される点の名称である。
三角形 ABC において、BC と傍接円の接点を TA とする。同様に TB, TC を定義したとき、ATA, BTB, CTC の3直線が交わる点がナーゲル点である。名称は1836年にこの点について言及したドイツのクリスティアン・ハインリヒ・フォン・ナーゲルに由来している。
A と TA は三角形の周を等分する。このことからナーゲル点は "bisected perimeter point" とも呼ばれる。同じ理由から ATA などを中界線と呼ぶ。

## 他の点との関係
ナーゲル点は重心・内心と同一直線上にある。この線をナーゲル線と呼ぶ。三角形の内心は中点三角形のナーゲル点となる。
ジェルゴンヌ点と等長共役の関係にある。

## 座標
1913年にゲラトゥリはナーゲル点の三線座標が以下の式で表されることを示した。
{\displaystyle \csc ^{2}(A/2)\,:\,\csc ^{2}(B/2)\,:\,\csc ^{2}(C/2)}
三辺の長さを a = |BC|, b = |CA|, c = |AB| とすると、以下の式で表すことができる。
{\displaystyle {\frac {b+c-a}{a}}\,:\,{\frac {c+a-b}{b}}\,:\,{\frac {a+b-c}{c}}.}
重心座標では以下の式となる。
{\displaystyle (b+c-a)\,:\,(c+a-b)\,:\,(a+b-c)}